# Jaroslaw Bielski
Jaroslaw Bielski (Łódź, 1957) è un attore e regista teatrale polacco naturalizzato spagnolo.

## Biografia
Bielski si è laureato presso la Scuola di arti drammatiche di Cracovia nel 1983 e poi ha frequentato il teatro laboratorio di Jerzy Grotowski.
Trasferitosi in Spagna nel 1985, quattro anni dopo insieme a Socorro Anadón ha fondato la compagnia teatrale Compañía de Teatro Nuevo, nel 1997 ribattezzata Réplika Teatro.
Negli anni ha lavorato come professore di regia e recitazione in varie scuole spagnole: l'Istituto di Teatro e Arti performative delle Asturie di Gijon (1986-1995) la Scuola Reale Superiore di Arti Drammatiche di Madrid (1991-1992 e dal 1997 al 2007), la Scuola Municipale di León (1993-1994) e la Scuola Superiore di Arti Drammatiche di Torrelodones (1995-1999).
Come attore ha lavorato per teatro, cinema e televisione lavorando per registi come Mario Camus, Vicente Aranda, Julio Medem e Daniel Calparsoro facendosi conoscere per alcuni ruoli come quello di Joachim Levi nella serie tv Amar en tiempos revueltos o quello di Álvaro Midelman nel film Gli amanti del circolo polare.

## Filmografia

### Attore

#### Cinema
- Boca a boca, regia di Manuel Gómez Pereira (1995)
- Libertarias, regia di Vicente Aranda (1996)
- Comme des rois, regia di François Velle (1997)
- Siempre hay un camino a la derecha, regia di José Luis García Sánchez(1997)
- Gli amanti del circolo polare (Los amantes del círculo polar), regia di Julio Medem (1998)
- Leo, regia di José Luis Borau (2000)
- El gran marciano, regia di Antonio Hernández (2001)
- Solo mia (Sólo mia), regia di Javier Balaguer (2001)
- Valentín, regia di Juan Luis Iborra (2002)
- Inocentes, regia di Daniel Calparsoro (2010)
- Área de descanso, regia di Michael Aguiló (2011)
- Un suave olor a canela, regia di Giovanna Ribes (2012)
- Casi incocentes'', regia di Papick Lozano (2013)
- La ignorancia de la sangre, regia di Manuel Gómez Pereira (2014)
- Piano di fuga (Plan de fuga), regia di Iñaki Dorronsoro
- Los europeos, regia di Víctor García León (2020)

#### Televisione
- Farmacia de guardia, 1 episodio (1994)
- Villariba y Villabajo, 1 episodio (1994)
- Aquí hay negocio, (1995)
- Crónicas urbanas, (1995)
- Lazos, 1 episodio (1995)
- Éste es mi barrio, 10 episodi (1996-1997)
- El Coyote, 1 episodio (1998)
- Periodistas, 1 episodio (1998)
- Hermanas, 12 episodi (1998)
- A las once en casa, 1 episodio (1999)
- Compañeros, 1 episodio (1999)
- Mediterráneo, (2000)
- ¡Ala...Dina!, 1 episodio (2000)
- Raquel busca su sitio, 1 episodio (2000)
- Policias,en el corazon de la calle, 3 episodi (2000)
- Antivicio, 1 episodio (2001)
- El comisario, 3 episodi (2002, 2005-2006)
- El pantano, 2 episodi (2003)
- Un paso adelante, 1 episodio (2004)
- Ana y los 7, 5 episodi (2004)
- Cartas de Sorolla, 1 episodio (2006)
- Hospital Central, 1 episodio (2007)
- Amar en tiempos revueltos, 124 episodi (2010-2011)
- Gernika bajo las bombas, 2 episodi (2012)
- La que se avecina, 1 episodio (2012)
- Il segreto (El Secreto de Puente Viejo), 37 episodi (2013)
- Il Principe - Un amore impossibile (El Príncipe), 6 episodi (2014)
- Águila Roja, 3 episodi (2015)
- Senza identità (Sin identidad), 3 episodi (2015)
- Carlos, rey emperador, 1 episodio (2015)
- Olmos y Robles, 5 episodi (2015)
- Chiringuito de Pepe, 1 episodio (2016)
- El Caso: Crónica de sucesos, 1 episodio (2016)
- Allí abajo, 1 episodio (2017)
- Perdóname, Señor, (2017)

#### Cortometraggi
- Mi patio, regia di Rafael Ángel Rodríguez (2000)
- La palabra que falta, regia di Alfredo Colunga (2007)
- Decapoda shock, regia di Javier Chillon (2011)
- Ashes, regia di Fernando González Gómez (2015)
- El vidente, regia di Roberto Suárez Álvarez (2015)